# Schwann-sejt
A Schwann-sejtek, más néven neurolemmociták a perifériás idegrendszer leggyakoribb gliasejttípusai, melyek a mielinhüvely kialakításáért felelnek.

## Felfedezésük
A Schwann-sejteket elsőként Theodor Schwann német fiziológus írta le a 19. század második felében. Schwann számos rendkívüli felfedezéssel járult hozzá a tudományhoz, így az ő tiszteletére kapták a sejtek a mai elnevezésüket.

## Felépítésük

Egy gerincvelői mozgató neuron vázlatos képe: a. dendrit, b. sejttest, c. sejtmag, d. axondomb, e. mielinhüvely, f. Schwann-sejt (mag), g. Ranvier-féle befűződés, h. végfácska (telodendrion) elágazódás

A Schwann-sejtek az idegrendszer perifériáin találhatóak meg. Itt legtöbbször a neuronok axonjai köré tekerednek, így jön létre az axon körül egy vastag szigetelőréteg, az úgynevezett mielinhüvely, amely a Schwann-sejtek egymásra rétegzett sejtmembránjaiból áll. A sejt akár százszor is képes körbetekeredni, így jellegzetes kinézetükkel legjobban egy tekercs papírra hasonlítanak. A szoros illeszkedés miatt kiszorul a membránok közül a citoplazma, így annak nagy része a sejtmaggal együtt a sejt külső felszínére nyomódik ki. A sejtek nem alkotnak egybefüggő burkolatot, a köztük lévő rés a Ranvier-féle befűződés. Egy Schwann-sejt önállóan egy axon 100 μm-es szakaszát képes mielinizálni, azaz egy 1 méteres axon szigeteléséhez 10 000 sejtre lenne szükség.    
Nem mindegyikük tekeredik fel, egyes sejtekbe csak besüllyednek az axonok, és azokat csak részben szigeteli egyetlen réteg membrán, ez esetben akár több neuron nyúlványát is szigetelhet egy-egy Schwann-sejt.
A 9-O-acetil-GD3-gangliozid egy acetilált glikolipid, amelyet a gerinces élőlények sejtmembránjai tartalmaznak. A perifériás idegek regenerációjánál a Schwann-sejtek termelik ezt az anyagot.

## Funkciójuk

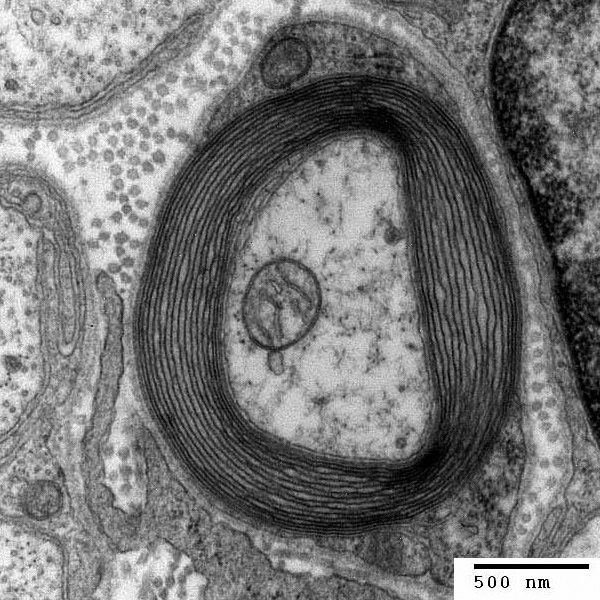
Egy mielinhüvelyes axon transzmissziós elektronmikroszkópos képe. Jól látható a több rétegben az axon köré tekeredett Schwann-sejt.

A Schwann-sejtek analógok a központi idegrendszer oligodendrocitáival, azaz hasonló felépítésűek és működésűek. Mindkét sejttípus feladata az axon fizikai védelme, valamint minél jobb szigetelése, ezáltal az ingerületátvitel gyorsabbá tétele. A legjelentősebb különbség, hogy az utóbbi egyszerre több neuron nyúlványát képes szigetelni.
Az elektromos szigetelés lehetővé teszi a gyorsabb ingerületvezetést anélkül, hogy az axon keresztmetszetét növelni kellene. A szaltatorikus ingerületvezetés miatt a jelnek csak a Ranvier-féle befűződések közt kell ugrálnia, így nemcsak a jelvezetés lesz tízszer gyorsabb, de az energiafelhasználás is alacsonyabb lesz. 

## Fordítás
- Ez a szócikk részben vagy egészben  a   Schwann cell című angol Wikipédia-szócikk ezen változatának fordításán alapul.  Az eredeti cikk szerkesztőit annak laptörténete sorolja fel. Ez a jelzés csupán a megfogalmazás eredetét és a szerzői jogokat jelzi, nem szolgál a cikkben szereplő információk forrásmegjelöléseként.